# NGC 4129
NGC 4129 је спирална галаксија у сазвежђу Девица која се налази на NGC листи објеката дубоког неба.
Деклинација објекта је - 9° 2' 12" а ректасцензија 12h 8m 53,2s. Привидна величина (магнитуда) објекта NGC 4129 износи 12,5 а фотографска магнитуда 13,3. Налази се на удаљености од 21,2000 милиона парсека од Сунца. NGC 4129 је још познат и под ознакама NGC 4130, MCG -1-31-6, IRAS 12063-0845, PGC 38580.